# Tiếng Adygea
Tiếng Adygea (/ˈædɪɡeɪ/ hay /ˌɑːdɪˈɡeɪ/; tiếng Adygea: Адыгабзэ, đã Latinh hoá: Adygabzæ) còn được gọi là tiếng Tây Circassia (tiếng Adygea: КӀахыбзэ, đã Latinh hoá: K'axybzæ), là một trong hai ngôn ngữ chính thức ở Cộng hòa Adygea (Liên bang Nga), ngôn ngữ còn lại là tiếng Nga.
Có khoảng 128.000 người nói tiếng Adygea ở Nga, hầu hết đều là người bản ngữ. Tổng cộng, có khoảng 300.000 người nói trên toàn thế giới. Cộng đồng nói tiếng Adygea lớn nhất là ở Thổ Nhĩ Kỳ, được nói bởi cộng đồng di cư hậu Chiến tranh Nga-Circassia (khoảng năm 1763-1864). Thêm vào đó, tiếng Adyghe được nói bởi Cherkesogai ở Krasnodar Krai.
Tiếng Adygea thuộc ngữ hệ Tây Bắc Kavkaz. Tiếng Kabardia (còn được gọi là tiếng Đông Circassia) là một "họ hàng" rất gần, được một số người coi là phương ngữ của tiếng Adygea; hoặc của một ngôn ngữ Circassia lớn hơn. Tiếng Ubykh, tiếng Abkhaz và tiếng Abaza có mối quan hệ xa hơn với tiếng Adygea.
Ngôn ngữ này được chuẩn hóa sau Cách mạng Tháng Mười năm 1917. Từ năm 1936, chữ Kirin được sử dụng để viết tiếng Adygea. Trước đó, một bảng chữ cái dựa trên chữ Ả Rập đã được sử dụng cùng với chữ Latinh. Trong những năm gần đây, một dạng chữ viết Latinh mới đã được phát minh nhằm tìm cách đưa vào các âm vị từ tất cả các phương ngữ Adygea và Kabardia, cũng như các ngôn ngữ Bắc Kavkaz khác.

## Hệ thống chữ viết
Tiếng Adygea hiện đại sử dụng bảng chữ cái Kirin với việc bổ sung của kí tự ⟨Ӏ⟩ (palochka). Trước đây, bảng chữ cái tiếng Ả Rập (trước 1927) và Latinh (1927-38) từng được sử dụng.

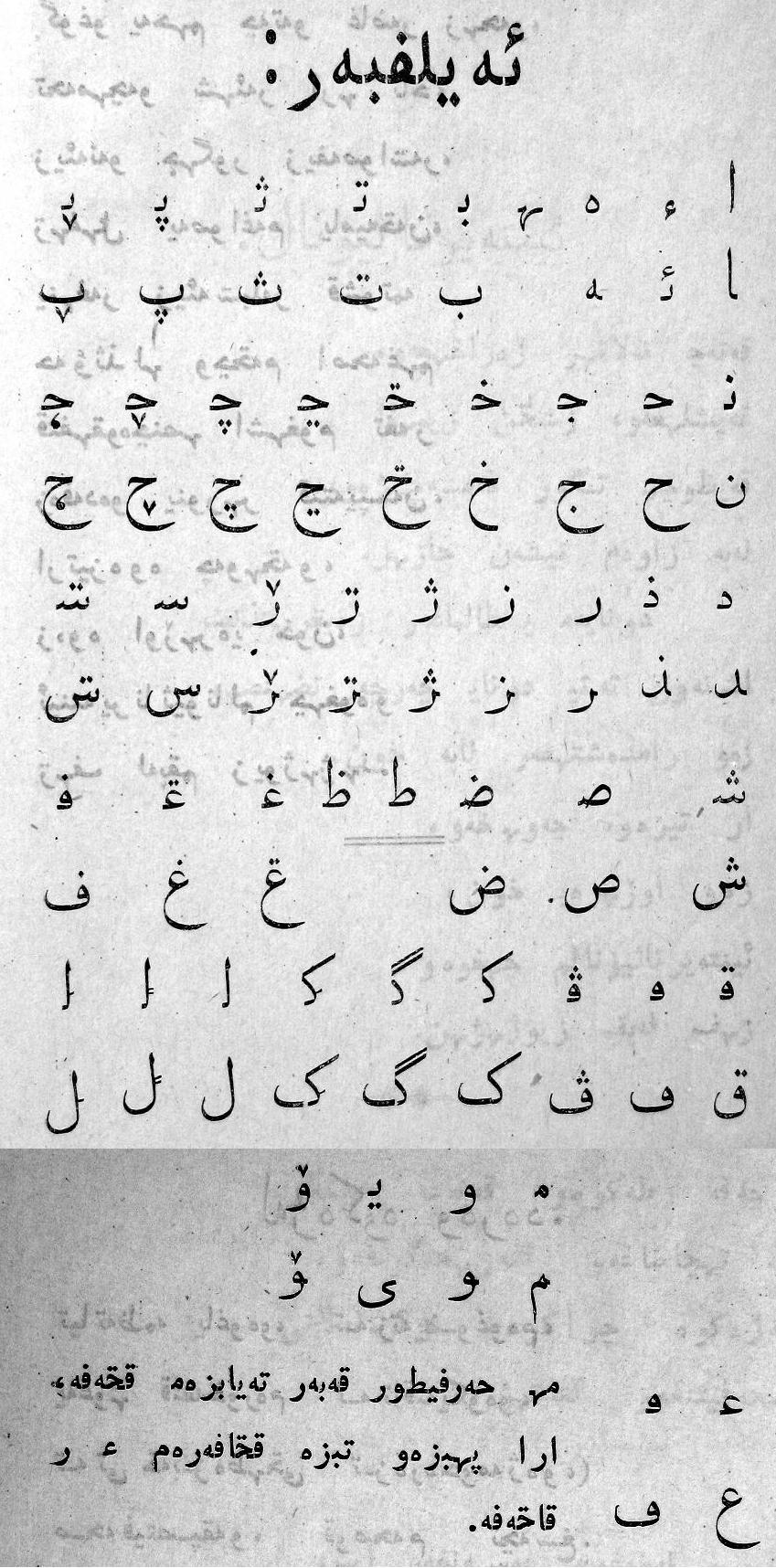
Bảng chữ cái Ả Rập được sử dụng trước năm 1927
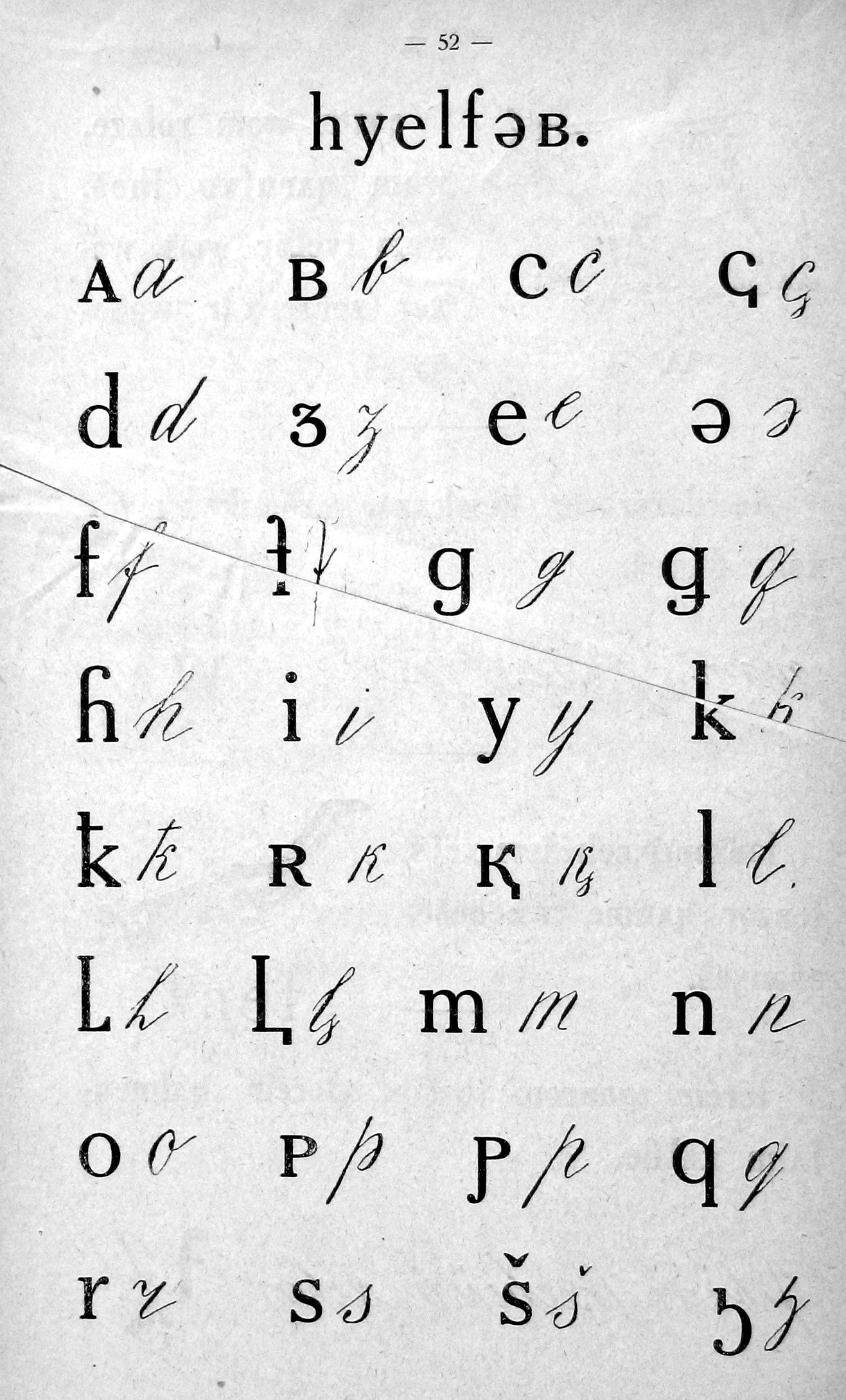
Bảng chữ cái Latinh được sử dụng từ 1927-38
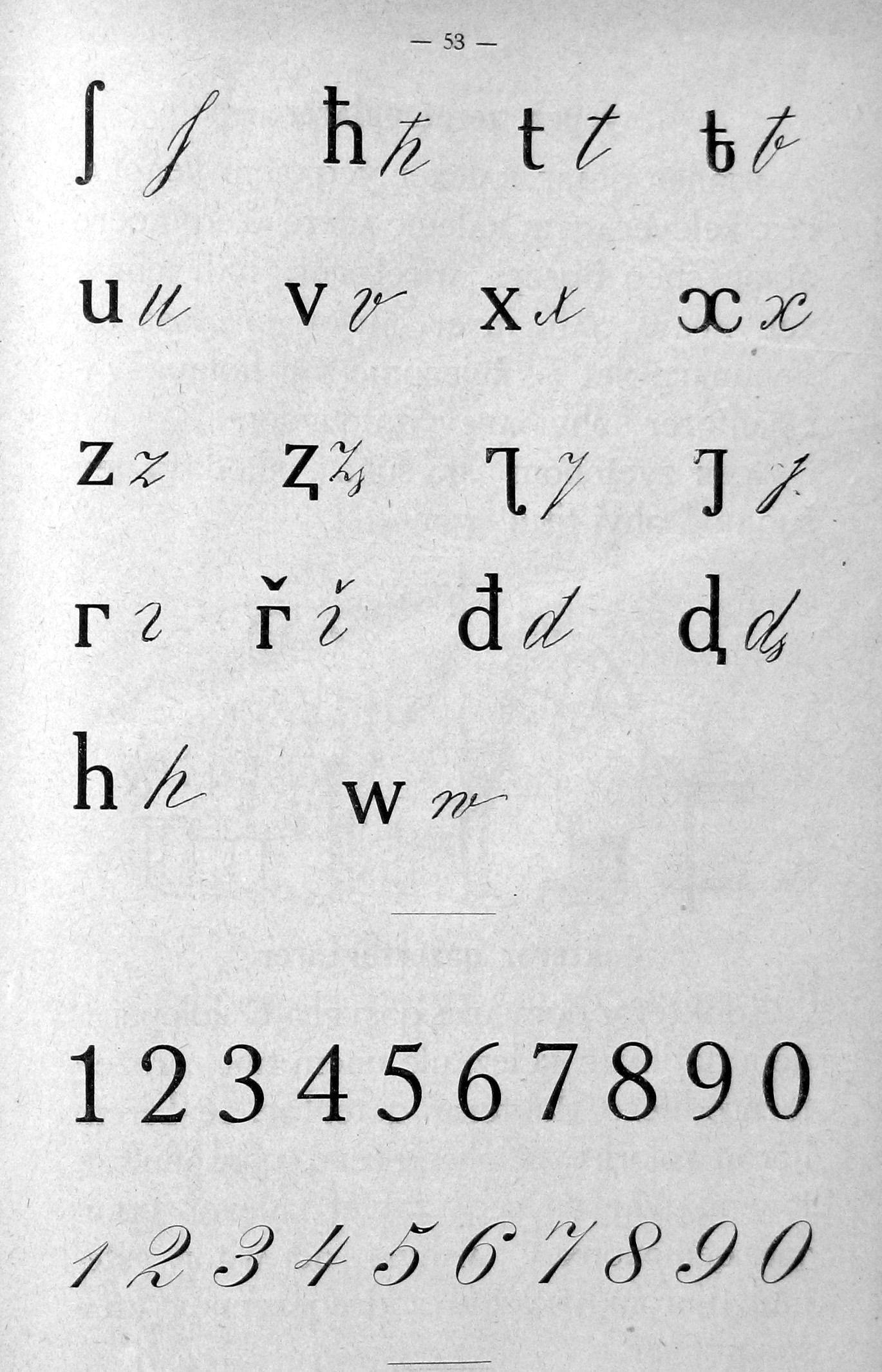
Bảng chữ cái Latinh được sử dụng từ 1927-38
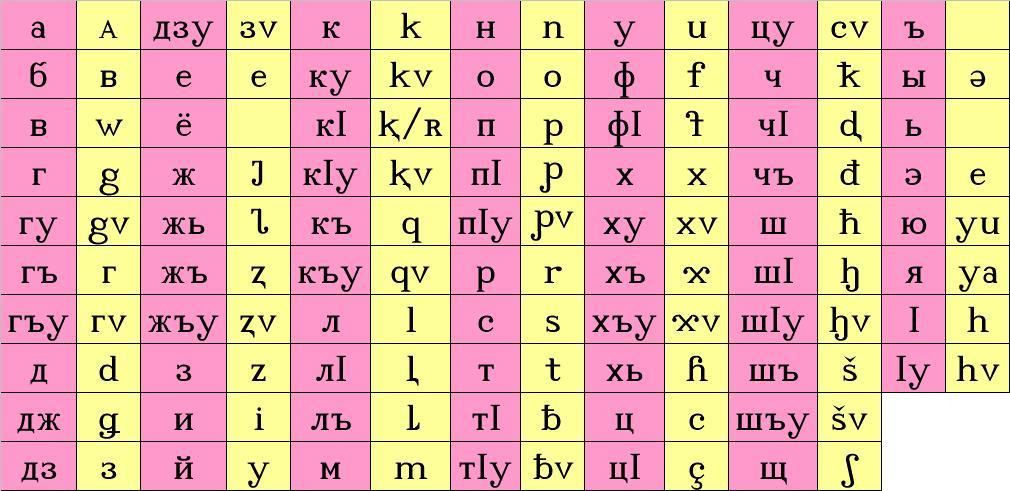
So sánh bảng chữ cái Latinh và Kirin
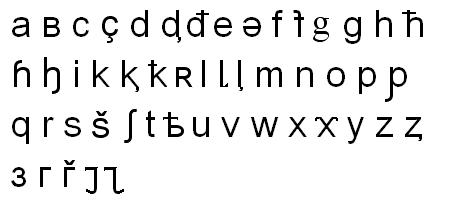
Bảng chữ cái Latinh tiếng Adygea
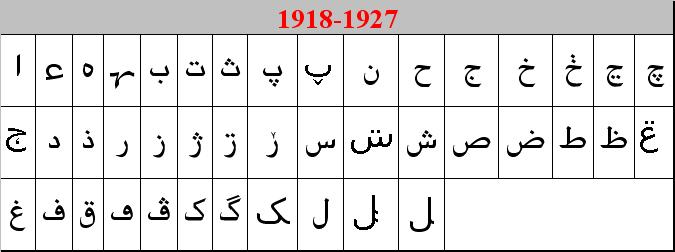
Bảng chữ cái Ả Rập tiếng Adygea